# Là-bas si j'y suis
Là-bas si j'y suis est un site web d'information fondé en janvier 2015 et dirigé par Daniel Mermet. Disponible sur abonnement, ce site propose des articles quotidiens (reportages, chroniques, entretiens) ainsi que des émissions enregistrées en public et en direct. Là-bas si j'y suis est reconnu service de presse en ligne d'information politique et générale par la commission paritaire des publications et des agences de presse (CPPAP).
Là-bas si j'y suis a d'abord été une émission de radio diffusée quotidiennement sur France Inter de septembre 1989 à juin 2014, produite et animée par Daniel Mermet. Cette émission, atypique dans le paysage radiophonique français, a été déprogrammée en juin 2014 : c'est à la suite de cet arrêt que l'émission se transforme en média en ligne. 
Là-bas si j'y suis est principalement constituée de reportages, suivant une ligne éditoriale critique et engagée. Abordant des thèmes (société, voyages, luttes, média, etc.), elle tente de donner un éclairage différent à l'actualité, tant locale qu'internationale en donnant la parole à ceux qui ont moins d'exposition médiatique. Elle est qualifiée par son animateur de « modeste et géniale ». Son slogan est : « plus près des jetables que des notables ».

## Histoire

### L'émission sur France Inter
Là-bas si j'y suis a d'abord été une émission de radio diffusée quotidiennement sur France Inter de septembre 1989 à juin 2014.
La vie des gens d'ici ou d'autres pays, les mouvements sociaux ou les ghettos des riches, les menaces sur les services publics ou les lobbies des sociétés multinationales, l'altermondialisme, les OGM, les nanotechnologies, le microcrédit, sont quelques-uns des thèmes abordés par l'émission. Daniel Mermet diffuse de nombreux reportages réalisés à l'étranger, en Grèce, en Italie, en Espagne, au Maghreb, en Amérique, à Dubaï, en Palestine, etc.
Là-bas si j'y suis s’ouvre chaque jour par une sélection de messages reçus sur le répondeur téléphonique de l'émission. Les auditeurs y réagissent à l'actualité, y expriment leurs accords ou leurs désaccords avec les thèmes traités par les émissions précédentes, y font part de leurs colères ou de leur enthousiasme parfois avec humeur et souvent avec humour… Daniel Mermet indique en 2013 que le répondeur reçoit une moyenne de 50 messages par jour, l'émission en diffusant quotidiennement une moyenne de 8 à 10.
Dans le journal mensuel Le Monde diplomatique, le journaliste Jean-Claude Guillebaud écrit en février 2000 : « Là-bas si j’y suis n’est pas seulement une magnifique innovation radiophonique que plusieurs prix ont récompensée. C’est aussi quelque chose comme un contre-pouvoir médiatique, un lieu unique de résistance à l’air du temps. Les oubliés de la grande information y retrouvent les vaincus du système, les sans-grade et sans-paillettes, les anonymes du bout de la France ou les copains de bistrot que les reporters de l’équipe Mermet savent écouter avec une fraternité sans chichis » .
Le Nouvel Observateur présente Là-bas si j'y suis comme une émission « atypique et mythique ».
L'émission accueille une fois par mois des journalistes du Monde diplomatique qui viennent parler des sujets abordés dans le numéro en cours de publication.
Le générique de l'émission associe un titre Love for Sale (en) de Cole Porter dans l'enregistrement de Cannonball Adderley, une annonce diffusée dans un aéroport et un bruit d'échappement d'une moto américaine Harley Davidson.

#### Les Amis de Là-bas si j'y suis
L'émission est qualifiée par son animateur de « modeste et géniale » .

#### Horaire de diffusion
Pendant les premières années de l'émission, l'horaire de diffusion varie plusieurs fois : initialement diffusée à 13 h 30, immédiatement après le journal, en septembre 1989, elle passe à 14 h en 1990, puis à 15 h en 1995, avant de s'établir à 17 h en 1997. C'est à cet horaire que l'émission fait ses meilleures audiences et acquiert sa renommée.
En 2006, la direction de France Inter annonce son intention de décaler l'émission à la plage 15 h-16 h (au lieu de 17 h-18 h) lors la rentrée de septembre. Cette disposition est combattue par Daniel Mermet car elle entraînerait selon lui une perte d'audience . Les auditeurs se sont mobilisés pour soutenir l'émission, et une pétition en ligne est lancée contre ce glissement d'horaire pouvant être considéré comme une reprise en main politique à la veille de l'élection présidentielle de 2007 (ce que la direction de France Inter nie).
Le cap des 200 000 signatures est dépassé le 9 juillet, mais sans pour autant infléchir la décision de la radio. En septembre 2006, la pétition a atteint 215 972 signatures, et Daniel Mermet envoie un email aux signataires.
La relégation de l’émission aura finalement fait perdre des auditeurs par rapport à l’audience qu’avait « Là-bas si j'y suis » à 17 heures [source insuffisante]. Mais ceci de façon momentanée, car aujourd'hui[Quand ?] grâce au procédé du podcasting, l'audience ne cesse d'augmenter et Daniel Mermet reste très écouté à la radio comme sur internet (600 000 auditeurs réguliers).
En 2013, la direction de France Inter annonce à l'équipe son intention de supprimer l'émission du vendredi pour la rentrée de septembre.

#### Conflits internes
L'équipe de Là-bas si j'y suis a connu plusieurs conflits internes. Joëlle Levert en 2003, puis Thierry Scharf et Claire Hauter ont mis en cause le style de management de Daniel Mermet et les conditions de travail pour l'émission.
Dans sa dernière réponse du 29 septembre 2004, intitulée « Pourquoi tant d'amour ? », Daniel Mermet précise : « il ne s'agit pas d'un conflit opposant un gros vilain chef à d'innocentes victimes précarisées, mais tout simplement d'un budget insuffisant. La cause de cette crise est là, et nulle part ailleurs,. »
Olivier Cyran revient en 2013[source insuffisante] sur cette question et propose le témoignage de trois anciens salariés de l'émission qui dénoncent la manière dont le producteur gère ses collaborateurs. 

#### 2014: disparition et réactions
Le 27 juin 2014, le Syndicat national des journalistes publie un communiqué[pertinence contestée] débutant par « Chirac a tout tenté. Sarkozy en a rêvé puis a essayé. Ce serait un comble qu’Hollande réussisse à le faire. Les plus graves menaces pèsent sur l’existence même de l’émission phare de France Inter, Là-bas si j’y suis »[source secondaire souhaitée].
Le 27 juin 2014, après avoir réduit la diffusion de l'émission à quatre jours par semaine au lieu de cinq à partir de septembre 2013, Laurence Bloch, directrice de France Inter, annonce l'arrêt de l'émission,, contre la volonté de l'équipe de l'émission. Elle déclare : « En vingt-cinq ans, Là-bas si j'y suis nous fait vivre des moments forts, mais l'émission a perdu 100.000 auditeurs en deux ans donc on va l'arrêter... J'ai fait des propositions à Daniel Mermet. J'espère qu'il va rester parmi nous ! ».
Le 30 juin, l'association ACRIMED publie un communiqué[pertinence contestée] dans lequel elle déplore la fin de cette émission, et dans lequel elle rappelle des décisions de Laurence Bloch lors de ses postes précédents.
Dès l'annonce de la suppression de l'émission, l'équipe de Daniel Mermet travaille à l'élaboration d'une nouvelle émission « fidèle à l'écriture et à l'esprit de l'émission disparue. » Cela aboutira au lancement de l'émission Comme un bruit qui court diffusée le samedi de 16 h à 17 h à partir de la rentrée 2014. Cette nouvelle émission est co-produite par Giv Anquetil, Antoine Chao et Charlotte Perry, tous trois reporters de longue date pour l'émission Là-bas si j'y suis.
Daniel Mermet indique, le 27 août 2014, qu'il compte continuer Là-bas si j'y suis sur Internet à partir du 21 janvier 2015.

### 2015: le site Là-bas si j'y suis
Le 21 janvier 2015 est diffusée sur internet (uniquement) la nouvelle formule hebdomadaire qui dure deux heures et est diffusée en direct tous les jeudis. Cette formule aura eu un temps. Depuis, le site s'est diversifié.
On y trouve désormais plusieurs émissions, entretiens, différentes chroniques (certaines en accès libre, la plupart réservées aux abonnés). Le site propose donc des articles quotidiens (reportages, chroniques, entretiens) ainsi que des émissions enregistrées en public et en direct.
Parmi les personnalités qui collaborent régulièrement au site on trouve : Gérard Mordillat (Mordillat Mord), Corinne Morel Darleux (Le Fond de l'air est Vert), Jean-Michel Dumay (Usage de faux), Didier Porte (Vive les médias), ou Aude Lancelin ("La Guerre des idées").
Là-bas si j'y suis revendique 20 000 abonnés, et 30 000 visites quotidiennes sur le site. Le site est édité par l'association à but non-lucratif "Association Modeste et Géniale".

## Récompenses
- Prix Ondas, décerné à Daniel Mermet (1992)
- Prix de la Société civile des auteurs multimédia : œuvre de l'année, catégorie radio (1993) [28],[29]
- Prix Goretta (1996) décerné à la reporter Zoé Varier[30]
- Prix du Conseil français de l'audiovisuel (1998)
- Grand Prix de la SCAM décerné à Daniel Mermet, "pour l'ensemble de son œuvre" (2013)[31],[32]

## Publication
- Daniel Mermet, Là-bas si j'y suis. Carnets de routes, éd. Pocket, Paris, 444 p., 2000,  (ISBN 2-266-10424-1)